# Staffelde (Mescherin)
Staffelde ist ein bewohnter Gemeindeteil von Mescherin im Landkreis Uckermark, Bundesland Brandenburg.

## Geografie
Der Ort liegt zwei Kilometer nördlich von Mescherin. Die Nachbarorte sind Pargowo (Pargow) im Norden, Żabnica (Mönchkappe) im Nordosten, Gryfino (Greifenhagen) im Südosten, Mescherin im Süden, Geesow im Südwesten, Tantow im Westen sowie Neurochlitz im Nordwesten.

## Geschichte
Die Nennung eines Dorfes Stopele in einer Urkunde des pommerschen Herzogs Barnim I. von 1251 wurde im 19. Jahrhundert auf Staffelde bezogen. Nach dem Bearbeiter des Pommerschen Urkundenbuchs ist aber das etwa 8 km westlich von Stettin gelegene Dorf Stöven gemeint.
Staffelde wurde erstmals im Jahr 1295 urkundlich erwähnt. Bei dem Ortsnamen handelt es sich um eine Namensübertragung von Staffelde im Altmarkkreis Salzwedel oder von Staffelde im Landkreis Oberhavel. Nach Zugehörigkeit zum Landkreis Randow seit dem 18. Jahrhundert kam der Ort nach dessen Auflösung 1939 zum Landkreis Greifenhagen in der Provinz Pommern, bei dem er bis 1945 verblieb.
Nach Ende des Zweiten Weltkriegs 1945 verlief die Demarkationslinie zwischen der Sowjetischen Besatzungszone Deutschlands und den unter polnische Verwaltung gestellten Gebieten (Oder-Neiße-Grenze) unmittelbar westlich von Staffelde, das unter polnische Verwaltung kam und in Staw umbenannt wurde. Die deutschen Einwohner wurden vertrieben, soweit sie vorher nicht geflohen waren. Am 11. Juni 1951 wurde der inzwischen unbewohnte Ort mit einem Gebietsstreifen längs der Oder von 76,5 Hektar im Austausch für eine Gebietsabtretung auf der Insel Usedom zugunsten Polens (Sogenannter Swinemünder Sack mit dem Wasserwerk Świnoujście) an die DDR übertragen und unter Zuordnung zum Landkreis Angermünde neu besiedelt. Staffelde ist somit die einzige Ortschaft, die nach vorübergehender polnischer Verwaltung zwischen 1945 und 1951 wieder deutsch wurde.

## Bauwerke
Der 2014 eingeweihten Beobachtungsturm in Mescherin bietet einen Rundblick über die Staffelder Polder.

## Söhne und Töchter des Ortes
- Albrecht von Blumenthal (1889–1945), Klassischer Philologe und Hochschullehrer